# İstanbul Deniz Otobüsleri
İstanbul Deniz Otobüsleri (тур. İstanbul Deniz Otobüsleri Sanayi ve Ticaret A.Ş., İDO, буквальный перевод: «морские автобусы Стамбула») — компания, основанная муниципалитетом Стамбула в 1987 году. Первоначально фирма владела флотом в десять морских судов, построенных на норвежской верфи Kvaerner Fjellstrand. Сегодня İDO имеет парк в 25 паромов, вместимостью от 350 до 450 пассажиров, спроектированных Kvaerner Fjellstrand, Austal и Damen Group; десять высокоскоростных автомобильных паромов (на 1200 пассажиров и 225 автомобилей), разработанных Austal и Damen Group; восемнадцать автомобильных паромов; 32 пригородных парома; а также один большой пассажирский корабль. В настоящее время, владея 87-ю пассажирскими судами и 86-ю причалами, компания является крупнейшим в мире пригородным паромным оператором; если считать и вспомогательные суда, то İDO принадлежит более ста судов. В 2011 году компания была приватизирована муниципалитетом Стамбула, сроком на 30 лет.

## Система тарифов
İstanbul Deniz Otobüsleri использует несколько тарифных систем, с помощью которых потребитель может выбрать подходящий для себя способ оплаты проезда. Поскольку обычные небольшие катера компании используются преимущественно на внутригородских линиях и, как правило, связаны с другими системами «скоростного городского транспорта» — такими как стамбульское метро и автобусы İETT — пассажиры в таком случае просто проходят через «ворота оплаты» (турникет). В таком случае не осуществляется ни предварительное бронирование поездки, ни резервирование мест — а сама поездка довольно дешева. Платежная система İstanbul Deniz Otobüsleri интегрирована с пассажирскими картами AKBİL (смарт-билетами) и бесконтактной смарт-картой Istanbulkart, которые также действуют для всех других видов общественного транспорта в Стамбуле, которыми управляет городской муниципалитет.
Дальние морские перевозки стоят заметно дороже, и они не так часто используются горожанами, как обычные паромы в пригородных зонах. Пассажиры в этом случае также оплачивают проезд уже при посадке, а карты AKBİLs и Istanbulkart действительны для таких поездок. Процедура не отличается и для междугородних линий; в данном случае у пассажиров также нет заранее назначенных мест.
Скоростные автомобильные паромы, которые перевозят обычные транспортные средства, также перевозят и их пассажиров — здесь тоже не существует системы бронирования. Однако на высокоскоростных паромах выделены две отдельные секции: для пассажиров, имеющих билет экономкласса (нижняя палуба), и обладателей билетов первого класса (верхняя палуба судна). Обычные перевозки не требуют предварительного резервирования, хотя пассажирам иногда и предлагается зарезервировать место и слот для своего автомобиля заранее.
По собственным словам, «стремясь повысить удовлетворенность клиентов и улучшить качество управления системой тарифов», İstanbul Deniz Otobüsleri планирует в будущем перейти на «динамическую систему ценообразования» — аналогичную той, что используют современные авиакомпаний. Динамическое ценообразование подразумевает, что цены на билеты будут варьироваться по мере приближения времени поездки и заполненности судна.

## Флот
Первоначально фирма владела флотом в десять морских судов, построенных на норвежской верфи Kvaerner Fjellstrand. Сегодня İDO имеет парк в 25 паромов, вместимостью от 350 до 450 пассажиров, спроектированных Kvaerner Fjellstrand, Austal и Damen Group; десять высокоскоростных автомобильных паромов (на 1200 пассажиров и 225 автомобилей), разработанных Austal и Damen Group; восемнадцать автомобильных паромов; 32 пригородных парома; а также один большой пассажирский корабль.
12 декабря 2005 İstanbul Deniz Otobüsleri подписала контракт с компанией Austal на два новым парома, которые были поставлены в 2007 году и существенно увеличили возможности фирмы по транспортировки пассажиров.